# Петин, Николай Николаевич (учёный)
Николай Николаевич Петин (1882—1941) — российский советский физикохимик, доктор химических наук (1935), профессор (1939).

## Биография
Николай Петин родился 30 декабря 1882 года в Москве в семье служителя. Окончил Шуйскую мужскую гимназию. В 1902 году поступил на юридический факультет Московского университета. Заинтересовавшись естественными науками, перевёлся на естественно-историческое отделение физико-математического факультета. В 1912 году окончил университет.
Преподавал физику и природоведение в реальном училище. В 1914 году избран на должность внештатного лаборанта неорганической и физической химии Московского университета. С декабря 1917 года — ассистент. С 1919 года работает на рабфаке им. Покровского. В 1920 году вернулся в лабораторию физической химии. Вёл семинар по физической химии. С 1923 года читал курс лекций по физической химии, в 1927 году получил звание доцента. В 1931—1941 годах заведовал лабораторией кинетики и катализа кафедры физической химии. С 1933 по 1940 год читал курс лекций физической и коллоидной химии. С 1934 года и. о. профессора. В 1935 году утверждён в учёной степени доктора химических наук без защиты диссертации. С 1939 года — профессор.
Помимо МГУ преподавал химические и физические дисциплины в Коммунистическом университете Я. М. Свердлова и в Коммунистическом университете трудящихся Востока. Совместно с профессором М. И. Голенкиным принимает участие в создании фармацевтического техникума в Москве, позднее преобразованного в фармацевтический институт. Петин читал в этом техникуме курс органической химии. С 1940 года — заведующий кафедрой химии в фармацевтическом институте.
Петин занимался исследованием скоростей химических и физико-химических процессов. Изучал различные электрохимические вопросы. Опубликовал около 70 печатных работ и учебных пособий для студентов.
Жил в Москве в Большом Афанасьевском переулке, 7, кв. 9. Скончался 2 декабря 1941 года.

## Сочинения
- Петин Н. Н. К кинетике индуктивных процессов (о реакции Шенбейна). Изв. Иваново-Вознес. политехнич. ин-та, 6, 221, 1922.
- Петин Н. Н., Голомбик М. С. К вопросу о составе и свойствах продуктов гидролиза хлорного железа. ЖРФХО, 59, 171, 1927.
- Петин Н. Н., Голомбик М. С. К вопросу о составе и свойствах продуктов гидролиза хлорного железа. Труды НИИХ, т. I, 2, 262, 1927.
- Петин Н. Н. Катализ и процессы превращения коллоидов. ЖРФХО, 60 1291, 1928.
- Петин Н. Н., Коновалова Б. А. Гетерогенный катализ перекиси водорода соединениями меди. ЖРФХО, 60, 68, 1237, 1928.
- Петин Н. Н., Бурова Е. И. Катализ перекиси водорода соединениями железа. ЖРФХО, 60, 1271, 1928.
- Петин Н. Н. Коллоидные гидрогели железа и их превращения. ЖРФХО, 60, 1317, 1928.
- Петин Н. Н.  Уроки химии для школы 2-й ступени для заочного обучения, Главполитпросвет, 1929 — 1930.
- Петин Н. Н., Шнеерсон А. Л. Получение квасцов действием окислов азота на соли хромовой кислоты. ЖОХ, 1, 31, 1931.
- Петин Н. Н. и др. Факторы, влияющие на скорость кристаллизации хромовых квасцов. ЖОХ, 1, 65, 1931.
- Петин Н. Н. К вопросу о влиянии на взаимную растворимость двух жидкостей распределяющегося между ними вещества. ЖОХ, 1, 272, 1931.
- Петин Н. Н. Превращение зеленых модификаций сернокислого хрома в фиолетовые. ЖОХ, 1, 845, 1931.
- Петин Н. Н. Окисление нефтяных масел при взаимодействии катализаторов, не обнаруживаемых каталитически. ЖОХ, 1, 705, 1931.
- Петин Н. Н. О каталитическом действии веществ, содержащихся в естественных водах, на процессы окисления нефтяных масс. ЖОХ, 2, 748, 1932.
- Петин Н. Н., Коновалова Б. А. Введение в химическую кинетику и катализ. Под науч. ред. С. И. Вольфковича, И. М. Камионского, С. П. Климова. М., ВНИТО химиков, 1934. 102с. (Катализ и его применение в химической промышленности. Вып. 1-А). 500 экз. Б. ц.